# Utukheĝal
Utukheĝal (𒀭𒌓𒃶𒅅 DUtu-ḫe₂-ŋal₂; trascritto anche Utu-khengal, Utu-hengal e in altre forme analoghe; fl. XXII secolo a.C.) è stato un re della città sumera di Uruk (unico sovrano della quinta dinastia di Uruk).

## Storia
Affrontò in battaglia il re dei Gutei Tirigan, insediatosi da appena un mese, e lo sconfisse. Tirigan si rifugiò nella città di Dubrum, dove fu ucciso. Dopo questa vittoria, celebrata in un'iscrizione di Utukhegal, il dominio dei Gutei in Mesopotamia ebbe bruscamente termine e Uruk e il suo sovrano ottennero rapidamente l'egemonia su tutta la Mesopotamia meridionale.
Risale al regno di questo sovrano una prima redazione della Lista reale sumerica.
Il regno di Utukhegal durò solo sette anni e terminò quando fu sconfitto da Ur-Nammu, ensi di Ur (inizialmente per conto di Utukhegal), con il quale ha inizio la terza dinastia di Ur.
Secondo la cronologia media, le date dell'inizio e della fine del regno di Utukhegal sono il 2120 a.C. e il 2112 a.C.